# Franz Driver
Franz Clemens Titus Driver (* 4. Januar 1863 in Friesoythe; † 22. Juli 1943 in Oldenburg) war ein deutscher Jurist und Politiker (Zentrum).

## Leben und Beruf
Driver entstammt einer angesehenen, seit dem 16. Jahrhundert nachweisbaren Juristenfamilie des Oldenburger Münsterlandes. Er war der zweite Sohn des Friesoyther Amtsrichters Franz Adam Philipp Driver (1813–1903) und dessen Ehefrau Sophia Bernhardine geb. Cordes (1825–1896). Sein älterer Bruder war der oldenburgische Landtagsabgeordnete Marcell Driver (1852–1912). Nach dem Besuch des Gymnasiums in Vechta (1875–1881) studierte er an den Universitäten Straßburg, Heidelberg, Berlin und Göttingen Rechtswissenschaft und schloss das Studium mit der Promotion ab. 1885 und 1889 legte er die beiden juristischen Staatsprüfungen ab und trat im Mai 1890 in den oldenburgischen Staatsdienst. Er war zunächst Amtsauditor bei der Regierung der zu Oldenburg gehörenden Exklave Fürstentum Lübeck in Eutin, wurde 1895 Hilfsarbeiter beim Finanzministerium in Oldenburg und kam 1897 an das Amt Cloppenburg. Von 1900 bis 1906 amtierte er als Amtshauptmann in Varel und war daneben seit 1900 Mitglied der Kommission, die die Vorbereitungen für die Einführung der Verwaltungsgerichtsbarkeit traf. 1906 wurde er zum hauptamtlichen Mitglied des Oberverwaltungsgerichts ernannt, dem er bis 1919 angehörte.
1908 war der bewährte Beamte Driver als Regierungspräsident des Fürstentums Lübeck vorgesehen, Ministerpräsident Wilhelm Friedrich Willich weigerte sich jedoch Driver wegen seiner katholischen Konfessionszugehörigkeit zu ernennen. Daraufhin griff Drivers älterer Bruder Marcel den Regierungschef so scharf an, dass dieser im folgenden Jahr zurücktrat. Kurz vorher war Driver bereits selbst auch politisch aktiv und gehörte von 1907 bis 1919 dem oldenburgischen Landtag an, in dem er als führendes Mitglied der Zentrumsfraktion vor allem in Fragen der Schulpolitik eine ausschlaggebende Rolle spielte.
Nach dem Ende des Ersten Weltkriegs und dem Ausbruch der Novemberrevolution trat er als Repräsentant seiner Partei am 11. November 1918 in das Direktorium ein, das bis zum 17. Juni 1919 als provisorische Regierung fungierte. Driver wurde im Februar 1919 in den verfassunggebenden Landtag gewählt, war hier maßgeblich an den Verhandlungen über die neue Verfassung beteiligt und gleichzeitig auch Regierungsmitglied im Kabinett Kuhnt. Am 21. Juni 1919 wurde er Minister für Finanzen und Handel in der neugebildeten Regierung Tantzen und übernahm 1920 zusätzlich das Ministerium der Justiz. Nach den Bestimmungen der Verfassung legte er bei seiner Ernennung sein Landtagsmandat nieder. Nach dem Rücktritt der Regierung Tantzen am 17. April 1923 wurde Driver wieder in den Landtag gewählt und im April 1924 zum Präsidenten des Oberverwaltungsgerichts ernannt, dem er bis zum 31. Juli 1925 vorstand. Er war in dieser Zeit führend an den Beratungen über die Neubildung der Regierung beteiligt, in denen seine Zentrumspartei eine Schlüsselrolle einnahm. Im Landtag bestand eine politische Pattsituation, da weder die Linke (SPD, DPP), noch die Rechte (DNVP, DVP) ohne das Zentrum eine Regierung bilden konnten, dieses aber nicht zu einem Zusammengehen mit einer der beiden Gruppen bereit war, sondern eine große Koalition von der SPD bis zur DVP ansteuerte. In dieser beanspruchte das Zentrum das Amt des Ministerpräsidenten, für das Driver vorgesehen war. Da sich dafür keine Mehrheit fand, bot sich als Ausweg die Bildung eines Beamtenkabinetts unter dem Oberregierungsrat Eugen von Finckh an, das zunächst nur als Übergangsregierung fungieren sollte. Die Verhandlungen zwischen den Parteien über die Einsetzung einer parlamentarischen Regierung scheiterten in der Folgezeit an dem grundlegenden Dilemma, dass politisch arbeitsfähige Koalitionen (SPD, DDP) über keine Mehrheit verfügten, während die vom Zentrum angestrebte große Koalition wegen der Unvereinbarkeit der politischen Ziele ihrer Mitglieder kaum arbeitsfähig gewesen wäre. Als sich Zentrum und DDP im Frühjahr 1925 auf die Bildung eines Minderheitskabinetts einigten, das von der SPD toleriert werden sollte, lehnte Finckh es ab, einer solchen Regierung Platz zu machen, und löste das Parlament auf. Die Wahl im Mai 1925 ergab wiederum keine eindeutige Mehrheit. Das Zentrum unter der Führung von Driver vollzog jetzt eine Schwenkung nach rechts und einigte sich mit den im Landesblock zusammengeschlossenen beiden bürgerlichen Parteien DVP und DNVP auf das Fortbestehen der angeblich unpolitischen Regierung Finckh, die jedoch personell umgebildet wurde und dadurch einen quasi-parlamentarischen Anstrich bekam. Als Vertreter des Zentrums trat Driver in dieses Kabinett Finckh II ein und übernahm die Ministerien des Inneren, des Handels und Gewerbes sowie der Landwirtschaft.
Nach dem Tode Finckhs im Juli 1930 war Driver der Kandidat des Zentrums für das Amt des Ministerpräsidenten. Als sich im November 1930 schließlich SPD, DDP und Zentrum auf die Bildung einer Regierung unter seiner Führung einigten, verzichtete er jedoch aus verletztem Ehrgefühl auf die Kandidatur, weil er im Landtag persönlich angegriffen worden war. Auf Vorschlag des neuen Ministerpräsidenten  Cassebohm (1872–1951) wurde er danach in seinen bisherigen Ressorts bestätigt und gehörte dem Kabinett bis zum Juni 1932 an. Nach der Regierungsübernahme durch die Nationalsozialisten trat Driver in den Ruhestand und zog sich aus dem politischen Leben zurück.

## Familie
Driver war seit dem 29. Juli 1890 in erster Ehe verheiratet mit Margaretha geb. Wreesmann (1865–1892). Nach ihrem Tod schloss er am 2. Februar 1895 eine zweite Ehe mit der aus Holstein stammenden Elisabeth Heydorn (1872–1945), der Tochter des Geheimen Baurats Wilhelm Heydorn (1839–1910) und der Elisabeth geb. Feldmann. Aus diesen beiden Ehen stammten zwei Söhne und zwei Töchter. Elisabeth (* 1891) heiratete den oldenburgischen Ministerialrat Wilhelm Ostendorf (1885–1975), Franz Paul (* 1904) wurde später Bundesbahndirektor in Hannover.